# Cmentarz żydowski w Zasiekach
Cmentarz żydowski w Zasiekach – został założony w XIX wieku i zajmuje powierzchnię 0,4 ha (według innych źródeł 0,1 ha), na której zachowało się kilka (według innych źródeł około trzydziestu) nagrobków, z których najstarszy pochodzi z 1915 roku i kryje szczątki Fridy Ballo.